# Craugastor daryi
Craugastor daryi is een kikker uit de familie Craugastoridae. De soort werd voor het eerst wetenschappelijk beschreven door Linda S. Ford en Jay Mathers Savage in 1989. Oorspronkelijk werd de wetenschappelijke naam Eleutherodactylus daryi gebruikt. De soortaanduiding daryi is een eerbetoon aan de bioloog Mario Dary Rivera (1928-1981).
De soort is endemisch in Guatemala. Craugastor daryi wordt bedreigd door het verlies van habitat.